# Gavin Douglas
Pour les articles homonymes, voir Gavin et Douglas.
Gavin Douglas (vers 1476 – septembre 1522) est un poète écossais et évêque de Dunkeld (1516-1522).

## Biographie
Il est un fils cadet d'Archibald Douglas, 5e comte d'Angus, et de sa femme, Elizabeth Boyd. 
Il obtient l'évêché vacant de Dunkeld le 16 septembre 1516.
Gavin Douglas est surtout connu pour avoir composé une traduction en moyen scots en vers de l'Énéide de Virgile (appelée Eneados), qui est considérée comme un chef-d'œuvre de son temps. Il termine cette œuvre en juillet 1513. Elle est éditée pour la première fois en 1553 à Londres.
Il meurt à Londres en septembre 1522, semble-t-il de la peste.